# Paradicsommadár-félék

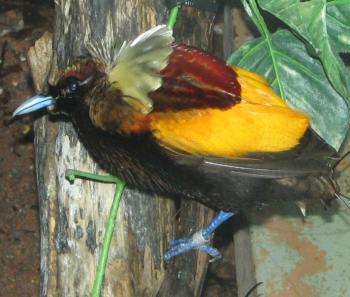
Galléros paradicsombanka (Cicinnurus magnificus)

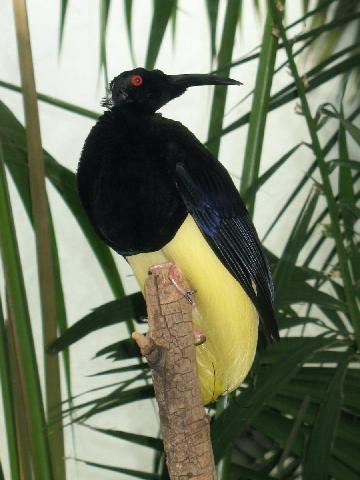
Sárgarojtos paradicsommadár (Seleucidis melanoleuca)

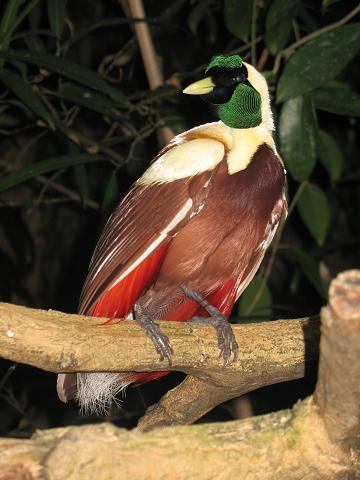
Vörös paradicsommadár (Paradisaea rubra)

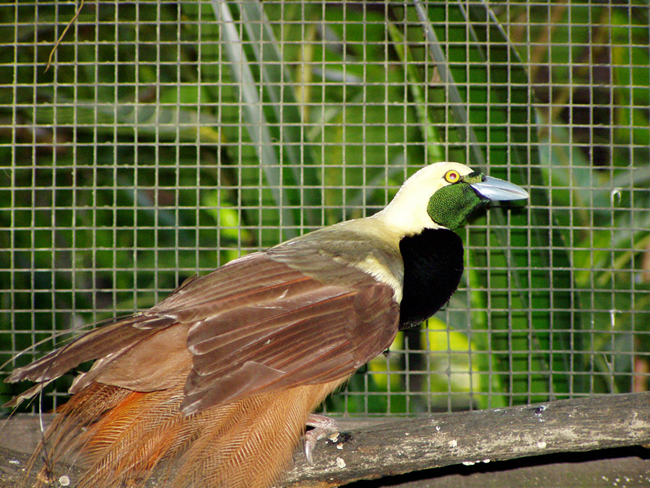
Raggi-paradicsommadár (Paradisaea raggiana)

A paradicsommadár-félék (Paradisaeidae) a madarak osztályának verébalakúak (Passeriformes) rendjébe tartozó család. 17 nem és 47 faj tartozik a családba.
A Sibley–Ahlquist-féle madárrendszertan nem tekinti önálló családnak, hanem a varjúfélék (Corvidae) családjába sorolja őket.
A paradicsommadaraknak káprázatos párzási rítusaik vannak. A legtöbb paradicsommadár-félék családjába tartozó hím nemcsak pompás tollazatával igyekszik felkelteni a tojó figyelmét, de parádés táncával is. Minden fajnak megvan a maga sajátos táncszokása, melyek nagyban eltérnek egymástól. Míg a legtöbb paradicsommadár magányosan udvarol kiszemeltjének, néhányan csapatokban lejtik táncukat, s gyakran féltucat éneklő hím is verseng a tojó kegyeiért.Hiába hallható hangjuk, mivel folyton ugrálnak, alig lehet meglátni őket. A hímek és a nőstények tollazata különbözik. A nőstények tollazata egyszerű, nem feltűnő. A hímek színpompás tollaikkal hívják fel magukra a tojók figyelmét a nász idején. A díszes tollú hímeket tollaikért vadászták.

## Rendszerezés
A korábban e család képviselőjének tartott pápaszemes paradicsommadárról (Macgregoria pulchra) a közelmúltban lezajlott DNS-szintézisen alapuló vizsgálatok kiderítették, hogy a mézevőfélék (Meliphagidae) családjának a tagja.
A Cnemophilidae családot korábban szintén a paradicsommadár-félék (Paradisaeidae) családjába tartoztak különálló alcsaládként, az újabb genetikai kutatások megállapításai alapján emelték család szintre az ide tartozó három fajt.
A korábban szintén idesorolt melampitta-félék átsorolását nem minden rendszer fogadta el, egyes újabb vélemények szerint az oda sorolt kettő fajt különálló család rangjára kell emelni .
A családba az alábbi nemek és fajok tartoznak:
- Lycocorax (Bonaparte, 1853) – 2 faj
  - paradicsomvarjú (Lycocorax pyrrhopterus)
  - Obi-szigeti paradicsomvarjú (Lycocorax obiensis)

- Manucodia (Boddaert, 1783) – 4 faj
  - fényes paradicsommadár (Manucodia ater)
  - jobi paradicsommadár (Manucodia jobiensis)
  - zöld paradicsommadár (Manucodia chalybatus)
  - göndörtollú paradicsommadár (Manucodia comrii)

- Phonygammus (Lesson & Garnot, 1826) - 1 faj
  - trombitás paradicsommadár (Phonygammus keraudrenii), korábban (Manucodia keraudrenii)

- Paradigalla (Lesson, 1835) – 2 faj
  - hosszúfarkú paradigalla (Paradigalla carunculata)
  - rövidfarkú paradigalla (Paradigalla brevicauda)

- Astrapia Vieillot, 1816 – 5 faj
  - legyezős paradicsomszarka (Astrapia nigra)
  - pompás paradicsomszarka (Astrapia splendidissima)
  - selyemszalagos paradicsomszarka (Astrapia mayeri)
  - Stefánia-hercegnő paradicsomszarka (Astrapia stephaniae)
  - huon-félszigeti paradicsomszarka (Astrapia rothschildi)

- Parotia Vieillot, 1816 – 6 faj
  - Parotia berlepschi Kleinschmidt, 1897 - 2005-ig a Karola-paradicsommadár alfajának tekintették
  - Karola-paradicsommadár (Parotia carolae)
  - Heléna-paradicsommadár (Parotia helenae)
  - Lawes-paradicsommadár (Parotia lawesii)
  - koronás paradicsommadár (Parotia sefilata)
  - Wahnes-paradicsommadár (Parotia wahnesi)

- Pteridophora (Meyer, 1894) – 1 faj
  - fátyolos paradicsommadár (Pteridophora alberti)

- Lophorina Vieillot, 1816 – 3 faj
  - galléros paradicsommadár (Lophorina superba)
  - Lophorina niebba, Sholes – Laman, 2018[2]
  - Lophorina minor

- Ptiloris (Swainson, 1825) – 4 faj
  - pompás paradicsommadár (Ptiloris magnificus)
  - Ptiloris intercedens
  - Viktória-paradicsommadár (Ptiloris victoriae)
  - pajzsos paradicsommadár (Ptiloris paradiseus)

- Epimachus (Cuvier, 1816) – 2 faj
  - szélesfarkú paradicsombanka (Epimachus fastuosus)
  - keskenyfarkú paradicsombanka (Epimachus meyeri)

- Drepanornis (P.L. Sclater, 1873) - 2 faj
  - dolmányos paradicsombanka (Drepanornis albertisi)
  - barnafarkú paradicsombanka (Drepanornis bruijnii)

- Cicinnurus (Vieillot, 1816) – 3 faj
  - galléros paradicsombanka (Cicinnurus magnificus)
  - lantfarkú paradicsommadár (Cicinnurus respublica)
  - király-paradicsommadár (Cicinnurus regius)

- Semioptera (Gray, 1859) – 1 faj
  - merevtollú ál-paradicsommadár (Semioptera wallacii)

- Seleucidis (Lesson, 1834) – 1 faj
  - sárgarojtos paradicsommadár (Seleucidis melanoleuca)

- Paradisaea (Linnaeus, 1758) – 6 faj
  - vörös paradicsommadár (Paradisaea rubra)
  - kis paradicsommadár (Paradisaea minor)
  - nagy paradicsommadár (Paradisaea apoda)
  - Raggi-paradicsommadár (Paradisaea raggiana)
  - Goldie-paradicsommadár (Paradisaea decora)
  - császár paradicsommadár (Paradisaea guilielmi)

- Paradisornis (Finsch & A.B. Meyer, 1885) - 1 faj
  - kék paradicsommadár (Paradisornis rudolphi), korábban (Paradisaea rudolphi)